# Gottgläubig
Gottgläubig — німецький термін, який дослівно перекладається як "той, хто вірить у Бога". У Третьому Рейху цей термін мав специфічне значення і використовувався для опису людей, які вірили у вищу силу чи Бога, але відмовлялися належати до організованих релігій, таких як християнство.
Після 1933 року багато німців, які виходили з церков (переважно католицької чи протестантської), вказували себе як Gottgläubig у переписах. Така ідеологічна позиція часто асоціювалася з націонал-соціалістичними поглядами, адже нацистська партія пропагувала ідею "позитивного християнства", але водночас прагнула обмежити вплив традиційних церков.
Фактично Gottgläubig стала своєрідним компромісом між релігійною вірою та ідеологічною лояльністю до нацизму.